# Histoire moderne

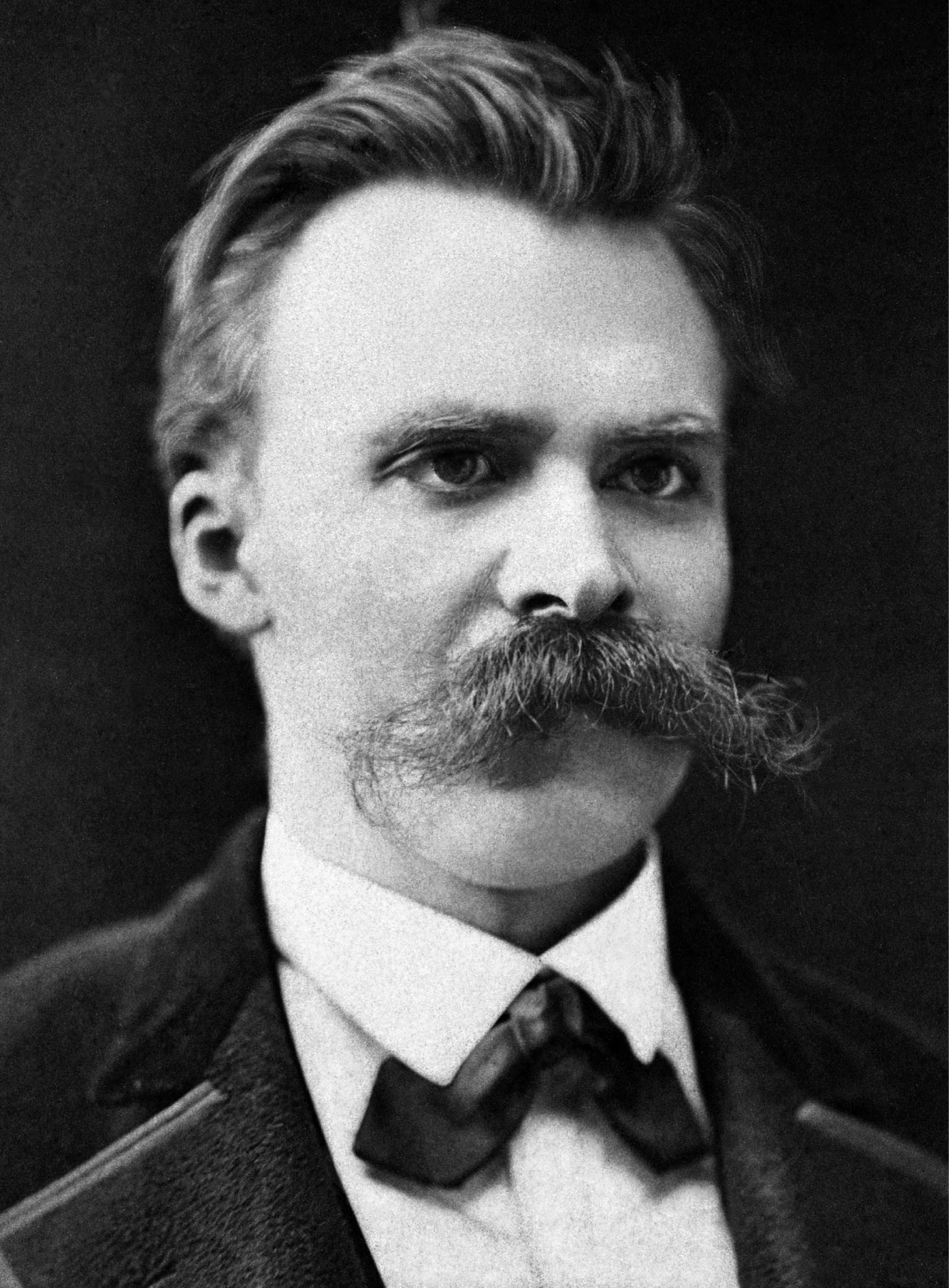
Friedrich Nietzsche à Bâle, c. 1875. Nietzsche a été un précurseur important du modernisme.

Cet article concerne la période historique suivant l'Histoire postclassique jusqu'à nos jours. Pour l'époque moins longue nommée en anglais « Early modern period », voir Époque moderne. Pour le concept philosophique, voir Modernité. Pour le mouvement en peinture, voir Art moderne.
L'histoire moderne, la période moderne ou l'ère moderne, est une époque historique dans l'approche linéaire, globale et historiographique de l'horizon temporel après l'histoire post-classique (en),. Ce point de vue contraste avec la vision « organique », ou non linéaire, de l'Histoire proposée pour la première fois par le célèbre philosophe et historien Oswald Spengler, au début du XXe siècle. L'histoire moderne succède à la période historique du Moyen Âge et peut être décomposée en deux périodes :
- L'époque moderne tôtive[note 1], aussi appelé « époque moderne » par les historiens français, a commencé approximativement au début du XVIe siècle ; les jalons historiques notables comprennent la Renaissance européenne, les grandes découvertes et la Réforme protestante.
- L'époque moderne tardive a commencé vers le milieu du XVIIIe siècle ; les jalons historiques notables comprennent la révolution américaine, la Révolution française, la révolution industrielle et la Grande divergence (en). Il a fallu toute l'histoire de l'humanité jusqu'en 1804 pour que la population mondiale atteigne 1 milliard d'habitants ; le milliard suivant est arrivé un peu plus d'un siècle plus tard, en 1927[4].

L'histoire contemporaine, quant à elle, est l'ensemble des événements historiques survenus depuis environ l'année 1945 qui sont immédiatement pertinents pour le présent.

#### Général

##### Livres
- Earle, Edward Mead. An Outline of Modern History; A Syllabus with Map Studies. New York: Macmillan Co, 1921.
- Grosvenor, Edwin A. Contemporary History of the World. New York and Boston: T.Y. Crowell & Co, 1899.
- Taylor, William Cooke, Charles Duke Yonge, and G. W. Cox. The Student's Manual of Modern History; Containing the Rise and Progress of the Principal European Nations, Their Political History, and the Changes in Their Social Condition; with a History of the Colonies Founded by Europeans. 1880.
- Arthur Bryant, The Age of Elegance, vol. 2, New York and Boston, 1950 (OCLC 14763324), p. 54

##### Site web
- Internet Modern History Sourcebook, fordham.edu

##### XXIesiècle
- Boyd, Andrew, Joshua Comenetz. An atlas of world affairs. Routledge, 2007.  (ISBN 0-415-39169-5)
- Black, Edwin. Internal Combustion: How Corporations and Governments Addicted the World to Oil and Derailed the Alternatives. New York: St. Martin's Press, 2006.
- Briggs, Asa, and Peter Burke. A Social History of the Media: From Gutenberg to the Internet. Cambridge: Polity, 2002.
- Barzun, Jacques. From Dawn to Decadence: 500 Years of Western Cultural Life : 1500 to the Present. New York: HarperCollins, 2001.

##### XXesiècle
- Burke, Peter. A Social History of Knowledge: From Gutenberg to Diderot. Cambridge, UK: Polity, 2000.
- CBS News. People of the century. Simon and Schuster, 1999.  (ISBN 0-684-87093-2)
- Wang, Ke-wen. Modern China: an encyclopedia of history, culture, and nationalism. Taylor & Francis, 1998.  (ISBN 0-8153-0720-9)
- Huffman, James L. Modern Japan: an encyclopedia of history, culture, and nationalism. Taylor & Francis, 1998.  (ISBN 0-8153-2525-8)
- Schlesinger, Arthur M. New Viewpoints in American History. New York: Macmillan, 1922.
- Nock, Albert Jay. The Myth of a Guilty Nation. B.W. Huebsch, Incorporated, 1922.
- Bakeless, John Edwin. The Economic Causes of Modern War; A Study of the Period: 1878–1918. New York: Printed for the Department of political science of Williams college, by Moffat, Yard and Co, 1921
- Day, Clive. A History of Commerce. New York [etc.]: Longmans, Green, and Co, 1921.
- Moore, Edward Caldwell. The Spread of Christianity in the Modern World. Chicago, Ill: University of Chicago Press, 1919.
- Muir, Ramsay. The Expansion of Europe; The Culmination of Modern History. Boston: Houghton Mifflin Company, 1917.
- Palat, Madhavan K., Social Identities in Revolutionary Russia, ed. (Macmillan, Palgrave, UK, and St Martin’s Press, New York, 2001).
- Palat, Madhavan K., History of Civilizations of Central Asia, ed., vol. 6, Towards the Contemporary Period: From The Mid-Nineteenth Century To The End Of The Twentieth Century, UNESCO, Paris 2005.
- Robinson, James Harvey, and Charles Austin Beard. Readings in Modern European History; A Collection of Extracts from the Sources Chosen with the Purpose of Illustrating Some of the Chief Phases of Development of Europe During the Last Two Hundred Years. Boston: Ginn & Co, 1908.

#### Généraux
- Vistorica – Timelines of European modern history
- Journal of Contemporary History. SAGE Publications.  (ISSN 1461-7250) (version papier  (ISSN 0022-0094))
- Contemporary History Institute (CHI). ohiou.edu (ed., Analyzes the contemporary period in world affairs—the period from World War II to the present—from an interdisciplinary historical perspective.)
- China and Europe, 1500–2000 and Beyond: What is Modern?. Université Columbia